# Trichordestra legitima
Trichordestra legitima är en fjärilsart som beskrevs av Augustus Radcliffe Grote 1864. Trichordestra legitima ingår i släktet Trichordestra och familjen nattflyn. Inga underarter finns listade i Catalogue of Life.

## Bildgalleri

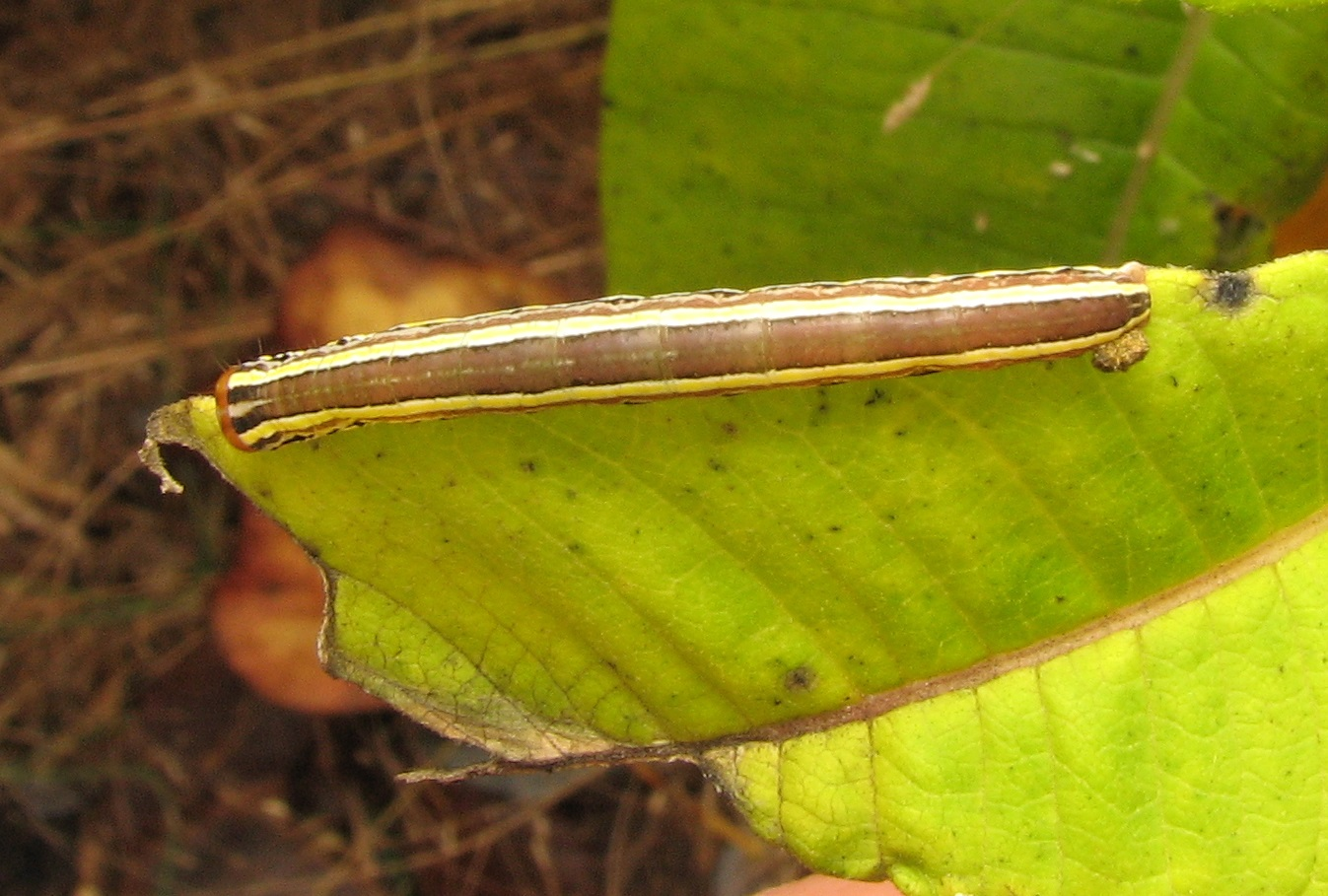